# Flitești
Flitești falu Romániában, Erdélyben, Fehér megyében.

## Fekvése
Tűr közelében fekvő település.

## Története
Fliteşti korábban Tűr része volt, 1956 körül vált külön 72 lakossal. 1966-ban 42, 1977-ben 8, 1992-ben 4, 2002-ben 4 román lakosa volt.